# Jüdische Gemeinde Bacharach
Die jüdische Gemeinde Bacharach im rheinland-pfälzischen Landkreis Mainz-Bingen, deren Wurzel bis ins 12. Jahrhundert zurückreichte, wurde in der zweiten Hälfte des 19. Jahrhunderts gegründet und bestand bis zu Beginn des 20. Jahrhunderts.

## Geschichte
Eine erste Nennung von auf dem Gebiet von Bacharach siedelnden Juden stammt aus dem 12. Jahrhundert und steht im Zusammenhang mit einem Judenpogrom im Jahr 1146 durch Kreuzritter während des Zweiter Kreuzzug. Im Jahr 1283 kam es in Mainz, Rockenhausen und Bacharach neuerlich zu Pogromen, bei dem 26 jüdische Gemeindemitglieder in Bacharach ermordet wurden. Hintergrund war der angebliche Ritualmord von Juden an einem christlichen Jungen. Vier Jahre später wurde der Leichnam von Werner von Oberwesel bei Bacharach aufgefunden. Die daraufhin aufkommende Ritualmordlegende, die besagte, dass Werner von Oberwesel von Juden ermordet worden sei, um an dessen Blut zu gelangen, führte im Laufe des Jahres 1287 zu einer Welle von Pogromen, von denen 20 jüdische Gemeinden vom Mittel- bis zum Niederrhein betroffen waren. Dass es in Bacharach zu keinem Pogrom kam, ist darauf zurückzuführen, dass nach 1283 vermutlich keine Juden mehr dort lebten. Nach den Pestpogromen 1348/1349 werden in den folgenden Jahrhundert nur noch vereinzelt Juden in Bacharach erwähnt. Mit Beginn des 19. Jahrhunderts nahm dann die Zahl der jüdischen Gemeindemitglieder, zu denen auch die jüdischen Einwohner von Niederheimbach und Oberheimbach gehörten, zu und erreichte im Jahr 1858 ihren höchsten Stand. Zu diesem Zeitpunkt wurde die Synagogengemeinde Bacharach gegründet. Ab der Mitte des 19. Jahrhunderts kam es zu mehren Aus- und Abwanderungswellen, vorwiegend in die Vereinigten Staaten und im Zuge der fortschreitenden Industrialisierung in die größeren Städte. Vermutlich war die Gemeinde bereits zu Beginn des 20. Jahrhunderts nicht mehr selbständig. Ab 1933, nach der Machtergreifung Adolf Hitlers, wurden die jüdischen Einwohner immer mehr entrechtet. Zudem kam es immer wieder zu antijüdischen Aktionen und gewalttätigen Übergriffen auf jüdische Einwohner. Dies hatte zur Folge, dass die meisten jüdischen Einwohner die Gemeinde verließen.

## Entwicklung der jüdischen Einwohnerzahl
| Jahr | Juden | Jüdische Familien | Bemerkung |
| ---- | ----- | ----------------- | --------- |
| 1793 |       | 4                 |           |
| 1808 | 16    |                   |           |
| 1858 | 62    |                   |           |
| 1895 | 35    |                   |           |
| 1925 | 34    |                   |           |
| 1933 | 35    |                   |           |
| 1933 |       |                   |           |

Quelle: alemannia-judaica.de; jüdische-gemeinden.de;; „… und dies ist die Pforte des Himmels“

## Einrichtungen

### Synagoge
Die Synagoge wurde in der zweiten Hälfte des 19. Jahrhunderts errichtet. Sie befand sich in der Blücherstraße hinter dem Gebäude des heutigen Hotel Gelber Hof.

### Schule
Die Gemeinde verfügte ab der Mitte des 19. Jahrhunderts über eine Religionsschule. Angaben darüber, ob auch ein Religionslehrer angestellt war liegen nicht vor.

### Friedhof
Die Toten der Gemeinde wurde ab 1920 auf dem jüdischen Friedhof der Gemeinde beigesetzt.

## Opfer des Holocaust
Das Gedenkbuch – Opfer der Verfolgung der Juden unter der nationalsozialistischen Gewaltherrschaft 1933–1945 und die Zentrale Datenbank der Namen der Holocaustopfer von Yad Vashem führen 25 Mitglieder der jüdischen Gemeinschaft Bacharach und Niederheimbach (die dort geboren wurden oder zeitweise lebten) auf, die während der Zeit des Nationalsozialismus ermordet wurden.